# Тилиглуд
Тилиглу́д (рос. Тылыглуд) — присілок у складі Сюмсинського району Удмуртії, Росія.
Населення — 21 особа (2010; 38 в 2002).
Національний склад (2002):
- удмурти — 71 %
- росіяни — 29 %

## Урбаноніми[3]
- вулиці — Удмуртська